# NaviServer
NaviServer ist ein Open-Source-Webserver, ein Fork des AOLserver, der von AOL eingesetzt wird.
NaviServer ist wie AOLserver multithreading-fähig, kann mit der Scriptsprache Tcl programmierte dynamische Webseiten verarbeiten und wird vorrangig für stark frequentierte Internetpräsenzen eingesetzt.
NaviServer/AOLserver wurde ursprünglich von der Firma NaviSoft entwickelt, jedoch 1995 umbenannt, als AOL NaviSoft aufkaufte. Seit Mitte 2005 wird dieser AOLserver-Fork unter dem ursprünglichen Namen NaviServer weiterentwickelt. Bei dieser abgespaltenen Version soll der Entscheidungsprozess über neue Features offener geführt werden. Der Fork basiert auf der Entwicklungslinie des AOLserver 4.x.
NaviServer steht unter der Mozilla Public License, die auch den kommerziellen Einsatz erlaubt.

## Eigenschaften
Einige neue Eigenschaften, die NaviServer gegenüber dem AOLserver hat, sind u. a.
- ein Watchdog für ein automatisches Neustarten im Fehlerfall
- ein Start mit Kommandozeilenmodus
- die Ausgabe aller Konfigurationsparameter bei Serverstart
- virtuelles Massenhosting
- eine verbesserte sendmail Version mit Unterstützung für Zeichenkodierung
- Nutzungsmöglichkeit des virtuellen Tcl-Filesystems
- HTTP Range Requests für Streaming und Wiederaufnahme von Downloads
- sogenannte Spooler- und Writer-Threads

Das Feature der konfigurierbaren Spooler- und Writer-Threads erlaubt effiziente Down- und Uploads in separaten Threads. Damit werden Übertragungen von Dateien ab einer konfigurierbaren Größe, z. B. mehreren hundert Megabyte, so ausgelagert, dass die Standard-Threadpools schnellstmöglich den normalen Seitenanfragen zur Verfügung stehen.